# 顺丁橡胶

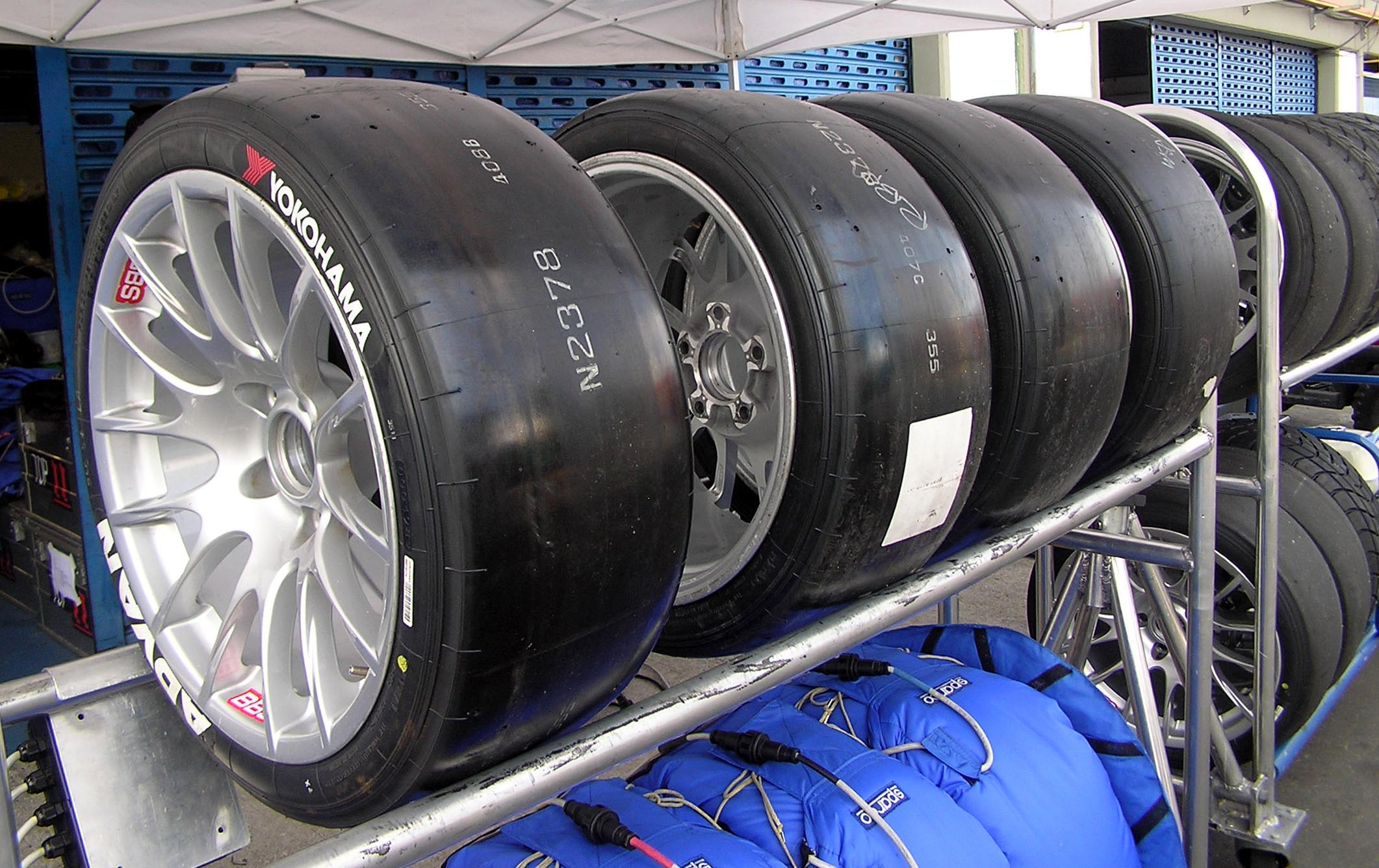
大约70％的所生产的聚丁二烯橡胶是用于轮胎的制造

顺丁橡胶，全名顺式-1,3-聚丁二烯橡胶。分子式(C4H6)n，具有弹性高、耐磨性好、耐寒性好、生热低、耐屈挠性、动态性能好等优点，同时也存在抗湿滑性差、撕裂强度和拉伸强度低，冷流性大加工性能差等缺点。